# Contea di Wyandotte
La contea di Wyandotte in inglese Wyandotte County è una contea dello Stato del Kansas, negli Stati Uniti. La popolazione al censimento del 2000 era di 157 882 abitanti. Il capoluogo di contea è Kansas City